# 下諾夫哥羅德伏爾加足球會
下諾夫哥羅德伏爾加足球俱樂部（俄语：Футбольный Клуб "Волга" Нижний Новгород）是俄羅斯的一家足球俱樂部。主場位於下諾夫哥羅德。球隊參加俄羅斯足球超級聯賽的賽事。球隊是在1963年由兩家俱樂部合併組建。1984年球隊解散。在1998年又再次重建，并在2010年升入俄超。
2016年，球隊由於債務重組失敗，被勒令再一次解散。

## 外部連結
- Official Website